# Solignac-sur-Loire
Solignac-sur-Loire – miejscowość i gmina we Francji, w regionie Owernia-Rodan-Alpy, w departamencie Górna Loara.
Według danych na rok 1990 gminę zamieszkiwało 1029 osób, a gęstość zaludnienia wynosiła 43 osoby/km² (wśród 1310 gmin Owernii Solignac-sur-Loire plasuje się na 220. miejscu pod względem liczby ludności, natomiast pod względem powierzchni na miejscu 342.).